# Kolegium Trójcy Świętej w Dublinie
Kolegium Trójcy Świętej w Dublinie, Kolegium Świętej Trójcy w Dublinie (ang. Trinity College Dublin, irl. Coláiste na Tríonóide) – irlandzka uczelnia założona w roku 1592 przez królową Elżbietę I w Dublinie, na terenie dawnego klasztoru augustianów.

## Najważniejsze wydarzenia
- 1592 – założenie uczelni
- 1661 – ofiarowanie uczelni manuskryptu Księgi z Kells przez biskupa Meath
- 1712 – rozpoczęcie budowy Starej Biblioteki (Old Library)
- 1793 – zniesienie zakazu wstępu dla innowierców
- 1853 – wzniesienie dzwonnicy

## Sławni absolwenci
- Jonathan Swift
- Oliver Goldsmith
- Oscar Wilde
- Bram Stoker
- Samuel Beckett
- George Berkeley
- Edmund Burke
- Ernest Walton
- Douglas Hyde
- Mary Robinson
- William Campbell
- Ernest Walton
- Tana French
- Pat Cox
- Alan Glynn
- Andrew Scott
- Edward Dowden
- Katie McGrath

## Znani wykładowcy
- George Berkeley – filozof i duchowny anglikański,
- William Rowan Hamilton – matematyk, fizyk teoretyczny i astronom,
- George Francis Fitzgerald – fizyk,
- Edmund Taylor Whittaker – matematyk, fizyk, astronom, filozof i historyk nauki.